# Oberhonnefeld-Gierend
Oberhonnefeld-Gierend település Németországban, Rajna-vidék-Pfalz tartományban. Lakosainak száma 1042 fő (2023. december 31.).

## Népesség
A település népességének változása:
| Lakosok száma | 556  | 1052 | 1054 | 1049 | 1042 | 1042 |
|               | 1975 | 2017 | 2019 | 2021 | 2022 | 2023 |